# Riesapark
Der Riesapark ist mit einer Mietfläche von 41.394 m² und einer Gesamtfläche von 45.400 m² das größte Einkaufszentrum Riesas und befindet sich im Ortsteil Weida.

## Lage und Bau
Der Riesapark liegt zwischen Rostocker Straße, Altem Pfarrweg, Deponie Groptitz und der Bahnstrecke Riesa–Chemnitz. Über die Rostocker Straße sind es nur wenige hundert Meter zur Bundesstraße 169.
Der Komplex ist größtenteils einstöckig.

## Bedeutung
Der Riesapark wurde „auf die grüne Wiese“ gebaut und 1993 eröffnet, womit er das erste „Einkaufszentrum“ ist, das in Riesa nach der politischen Wende errichtet wurde. Es hat viel Kaufkraft aus der Innenstadt um die Hauptstraße abgezogen.